# Oxathiole

Von links nach rechts: 3H-1,2-Oxathiol, 5H-1,2-Oxathiol, 1,3-Oxathiol

Oxathiole bilden eine Stoffklasse im Bereich der Heterocyclen. Es sind 5-gliedrige Ringsysteme mit je genau einem Schwefel- und einem Sauerstoffheteroatom, außerdem einer C=C-Doppelbindung im Ring. Es gibt daher zwei Grundgerüste der Oxathiole: das 1,2-Oxathiol und das 1,3-Oxathiol, wobei es beim 1,2-Oxathiol zwei Tautomere gibt, je nachdem, wo die C=C-Doppelbindung sitzt. Die meisten Untersuchungen wurden über 1,3-Oxathiol, 5H-1,2-Oxathiol-2-oxid und 5H-1,2-Oxathiol-2,2-dioxid gemacht.